# Zizhong

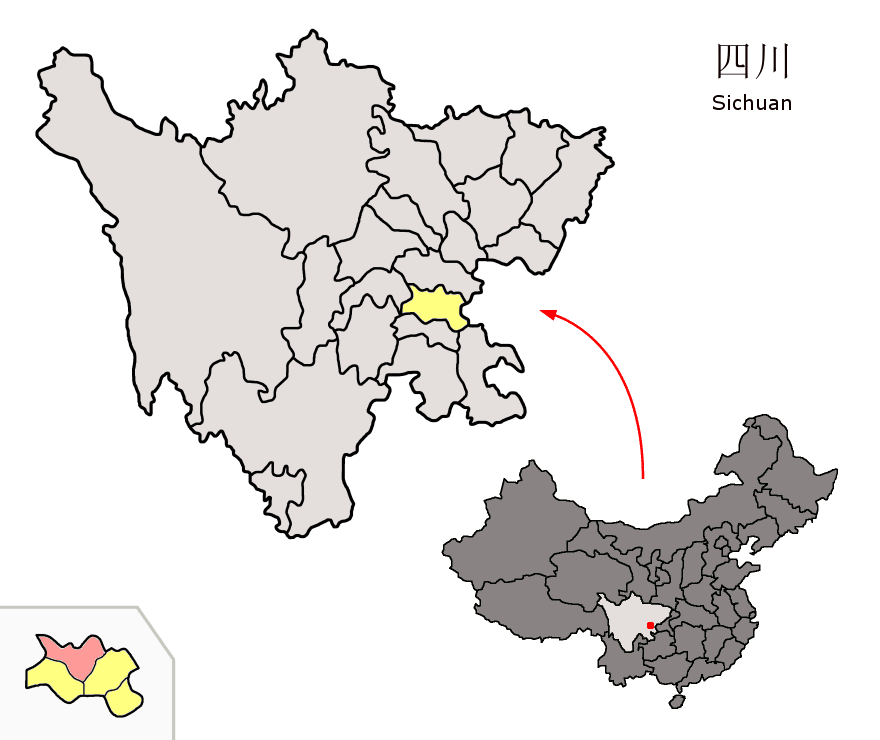
Lage des Kreises Zizhong (rosa) in Neijiang (gelb) in der Provinz Sichuan.

Zizhong  (资中县,  Zīzhōng Xiàn) ist ein Kreis der bezirksfreien Stadt Neijiang im Südosten der südwestchinesischen Provinz Sichuan. Er hat eine Fläche von 1.736 km² und zählt 845.579 Einwohner (Stand: Zensus 2020). Sein Hauptort ist die Großgemeinde Chonglong (重龙镇).
Der Konfuzianische Tempel und der Kriegsgott-Tempel von Zizhong (Zizhong Wenmiao he Wumiao 资中文庙和武庙) stehen seit 2006 auf der Liste der Denkmäler der Volksrepublik China (6-725).